# Atrophaneura plutonius
Chinese Windmill Atrophaneura plutonius là một loài bướm đêm thuộc họ Papilionidae được tìm thấy ở Ấn Độ.
Có hai phụ loài ở tiểu lục địa Ấn Độ có tên gọi là Pemberton's Windmill và Tytler's Windmill.

## Dải phân bố
Tây nam Trung Quốc, Bhutan, Nepal và đông bắc Ấn Độ (Sikkim, Assam, Manipur, Nagaland và Mizoram).

## Hiện trạng
Một loài hiếm gặp phân bố ở vùng núi cao, hai loài được bảo vệ ở Ấn Độ - 
- A. p. pembertoni, Pemberton's Chinese Windmill.
- A. p. tytleri, Tytler's Chinese Windmill.

## Hình ảnh

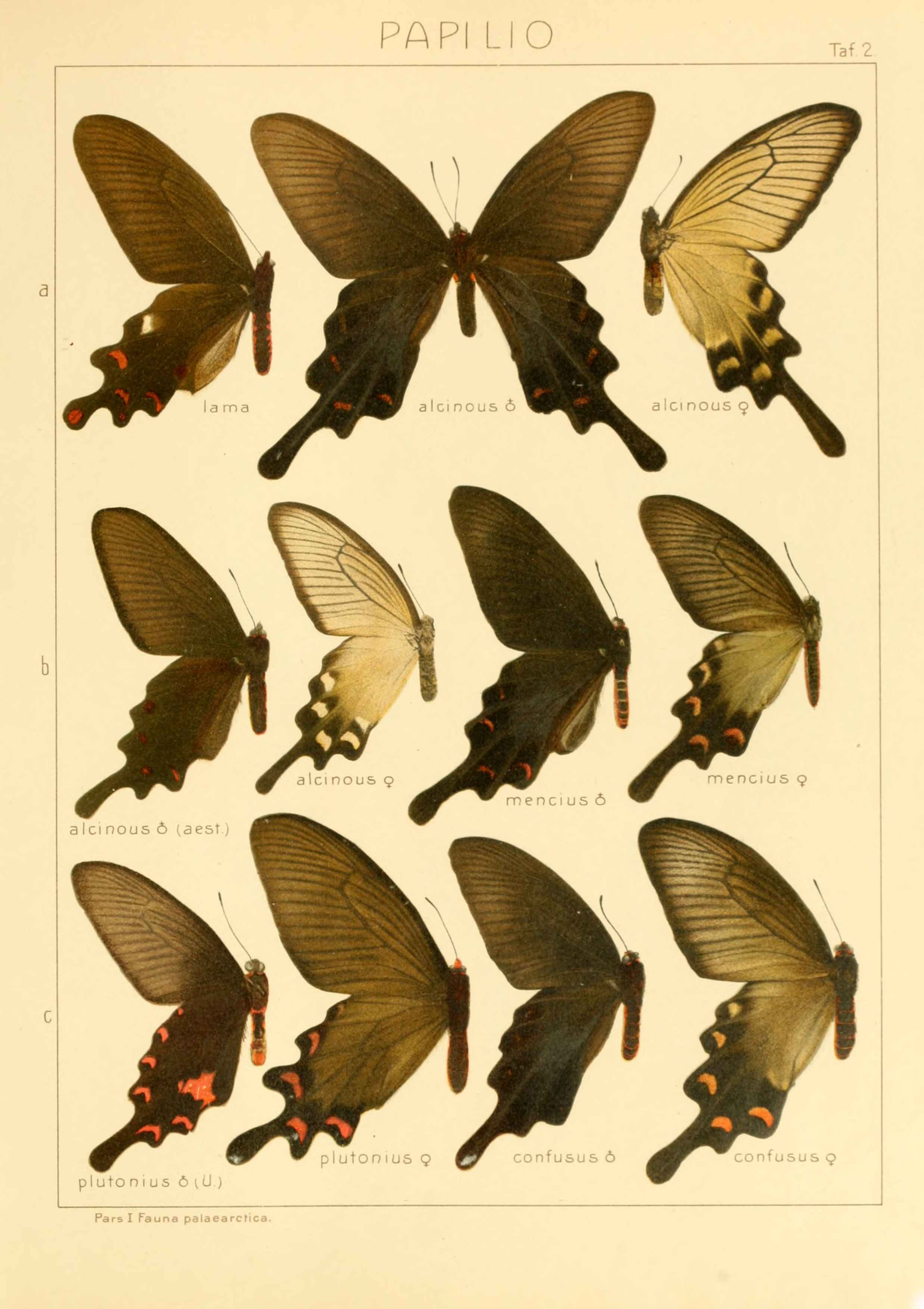

## Miêu tả
- Sải cánh: 100 - 120mm.
- Đuôi màu đen ở cả con đực và cái.